# 加藤治郎 (棋士)
加藤 治郎（かとう じろう、1910年6月1日 - 1996年11月3日）は昭和期の将棋棋士。名誉九段。棋士番号14。東京府東京市（現在の東京都港区）出身。山本樟郎八段門下。早稲田大学を卒業した、初の大学出身プロ棋士。

## 略歴
- 麻布森元町の酒屋に生まれる。旧制芝中学校（現・芝中学校・高等学校）、早稲田高等学院をへて、早稲田大学商学部に進んだ。
- 芝中学校在学中の15歳ごろから、本格的に将棋をはじめる。田中喜三郎の道場にかよい、半年後には道場の師範代格になる。早稲田高等学院進学後、山本樟郎の道場に通う。1933年から、早稲田高等学院在学中に、奨励会の運営をしていた中島富治の紹介で、奨励会に六級から五級、三級、一級として特別参加した。
- 早稲田大学の二年生時に、大学将棋部第一号とされる早大将棋研究会の発起人となった。
- 早大卒業後、やはり中島の勧め、はからいにより、奨励会に付け出し三段で入会し、大学出身者初のプロ棋界入りとして話題となる。当時は棋士の社会的評価が低く、叔母などには「大学まで出ながら情けない」と嘆かれたという。翌年に四段昇段。
- 順位戦でA級から降級したのを期に1949年、39歳で引退。高柳敏夫と共に潔い去り際として知られる。

## 人物
- 1946年には、休刊していた将棋世界を再刊して編集長となる[2]。
- 引退後は観戦記者として活躍。三象子等のペンネームで棋聖戦や王座戦などの観戦記を執筆。1984年、観戦記1500局以上で、日本将棋連盟から功労賞[3]。
- 観戦記のペンネームは朝日新聞・日本経済新聞が三象子（早逝した子息の名前「象三」にちなむ）、大阪新聞と時事新報が「歩三坊」、東京新聞が「山竜子」、産経新聞では本名で執筆した[4]。
- 1949年、将棋連盟会長の渡辺東一から委任され、当時・副会長の加藤は、名人戦の契約交渉を毎日新聞社と行い、主催を朝日新聞社へ移した[5]。
- 1957年から1961年まで、二期四年日本将棋連盟会長を務めて、将棋会館（初代）を建設した[6]。
- 1973年から、再び日本将棋連盟会長を務め、将棋会館（二代目）の建て替えにあたったが、A級棋士らの反対にあい、1974年に会長の座を塚田正夫にゆずった[7]。1982年、連盟の名誉会長になる[8]。
- 同1973年には、九段への昇段規定を緩和し、囲碁に比べて人数が少なかった将棋九段を増やす制度とした[9]。
- また、NHK教育テレビ「将棋講座」の講師も務め、解り易い解説で親しまれた。
- 1948年に最初に刊行された[10]名著『将棋は歩から』の著者として知られる。同著書内に記述されている「タレ歩」「ダンスの歩」など歩の手筋の名付け親として有名。また「陽動振り飛車」「ガッチャン銀」「ちょんまげ美濃」「駅馬車定跡」「箱入り娘」の名付け親も加藤である。なお「ちょんまげ美濃」に関しては加藤は気に入っておらず「この呼び方は我ながらいかにもまずい」といい、誰かいい名前をつけて欲しい旨の微妙な発言を残している。
- 曲詰の一種である「アブリ出し式詰将棋」の命名も、1937年の渡辺進の作品についての、加藤の命名によるもの。
- 『近代将棋』上に「将棋の公式」を連載し、後に書籍として東京書店から出版された。将棋の基本的な考え方を数学的な「公式」としてまとめたもので、類書が少なく、2001年には復刻版が出版されている。
- 1987年の「将棋ペンクラブ」創設時に名誉会長。加藤の死去後は弟子の原田泰夫が名誉会長に就任。
- 喫煙者で、缶ピース党だった[11]。
- 2024年現在、タイトル経験も棋戦優勝の経験もない将棋連盟会長は加藤が最後である。
- 観戦記は名文として坂口安吾から激賞された。また、将棋の理論的分析について菊池寛から高い評価を受けている。菊池は「将棋は歩から」の序文も執筆した。

## 弟子

### 棋士
| 名前     | 四段昇段日    | 段位、主な活躍                     |
| -------- | ------------- | ---------------------------------- |
| 原田泰夫 | 1944年1月     | 九段、一般棋戦優勝3回、A級在籍10期 |
| 木川貴一 | 1948年        | 六段                               |
| 木村義徳 | 1961年10月1日 | 九段、一般棋戦優勝1回、A級在籍1期  |
| 真部一男 | 1973年4月1日  | 九段、一般棋戦優勝1回、A級在籍2期  |

## 昇段履歴
- 1933年00月00日 : 三段
- 1934年01月01日 : 四段[1]
- 1936年04月01日 : 五段
- 1940年04月01日 : 六段
- 1942年04月01日 : 七段
- 1945年04月01日 : 八段
- 1949年01月01日 : 引退
- 1978年11月17日 : 名誉九段
- 1996年11月03日 : 逝去（享年86）

## 成績

### 将棋大賞
- 第12回（1984年度） 特別賞[12]
- 第19回（1992年度） 東京将棋記者会賞[12]

### 在籍クラス
| 開始 年度 | (出典)順位戦出典 | (出典)順位戦出典 | (出典)順位戦出典 | (出典)順位戦出典 | (出典)順位戦出典 | (出典)順位戦出典 | (出典)順位戦出典 | (出典)順位戦出典 | (出典)竜王戦出典 | (出典)竜王戦出典 | (出典)竜王戦出典 | (出典)竜王戦出典 | (出典)竜王戦出典 | (出典)竜王戦出典 | (出典)竜王戦出典 | (出典)竜王戦出典 | (出典)竜王戦出典 | (出典)竜王戦出典 |
| 開始 年度 | 期               | 名人             | A級              | B級              | B級              | C級              | C級              | 0                | 期               | 竜王             | 1組              | 2組              | 3組              | 4組              | 5組              | 6組              | 決勝 T           |                  |
| 開始 年度 | 期               | 名人             | A級              | 1組              | 2組              | 1組              | 2組              | 0                | 期               | 竜王             | 1組              | 2組              | 3組              | 4組              | 5組              | 6組              | 決勝 T           |                  |
| --- | ---------------- | ---------------- | ---------------- | ---------------- | ---------------- | ---------------- | ---------------- | ---------------- | ---------------- | ---------------- | ---------------- | ---------------- | ---------------- | ---------------- | ---------------- | ---------------- | ---------------- | ---------------- |
| 1947 | 1                |                  | A 04             |                  |                  |                  |                  | 8-5              |                  |                  |                  |                  |                  |                  |                  |                  |                  |                  |
| 1948 | 2                |                  | A 04             |                  |                  |                  |                  | 7-7              |                  |                  |                  |                  |                  |                  |                  |                  |                  |                  |
| 1949 | 3                |                  | A 07             |                  |                  |                  |                  | 2-7              |                  |                  |                  |                  |                  |                  |                  |                  |                  |                  |
| |                  | 1949年1月1日引退 | 1949年1月1日引退 | 1949年1月1日引退 | 1949年1月1日引退 | 1949年1月1日引退 | 1949年1月1日引退 | 1949年1月1日引退 |                  | ( 棋戦創設前 )   | ( 棋戦創設前 )   | ( 棋戦創設前 )   | ( 棋戦創設前 )   | ( 棋戦創設前 )   | ( 棋戦創設前 )   | ( 棋戦創設前 )   | ( 棋戦創設前 )   | ( 棋戦創設前 )   |
| 順位戦、竜王戦の 枠表記 は挑戦者。右欄の数字は勝-敗(番勝負/PO含まず)。 順位戦の右数字はクラス内順位 ( x当期降級点 / *累積降級点 / +降級点消去 ) 順位戦の「F編」はフリークラス編入 /「F宣」は宣言によるフリークラス転出。 竜王戦の 太字 はランキング戦優勝、竜王戦の 組(添字) は棋士以外の枠での出場。 |                  |                  |                  |                  |                  |                  |                  |                  |                  |                  |                  |                  |                  |                  |                  |                  |                  |                  |

### 年度別成績
| 年度             | 対局数 | 勝数 | 負数 | 勝率   | (出典) |
| ---------------- | ------ | ---- | ---- | ------ | ------ |
| 1945             | 4      | 2    | 2    | 0.5000 |        |
| 1946             | 13     | 8    | 5    | 0.6154 |        |
| 1947             | 18     | 8    | 10   | 0.4444 |        |
| 1948             | 15     | 2    | 13   | 0.1333 |        |
| 1949             | 4      | 2    | 2    | 0.5000 |        |
| 1949年1月1日引退 |        |      |      |        |        |

### その他表彰
- 1982年春 勲四等旭日小綬章

## 著書
- 将棋は生きてゐる : 相懸り戦の変遷 加藤治郎 著 日本将棋連盟 1949
- 名人戦記 : 第10期 木村・升田激闘の全棋譜 加藤治郎 解説,三象子 観戦記 朝日新聞社 1951
- 筋違角棒銀戦法 加藤治郎 著 野口書店 1952 (将棋新書 ; 第8)
- 将棋新戦法 [第1集] (書直された定跡の事典) 加藤治郎 著 日本経済新聞社 1954
- 将棋・歩の道場 加藤治郎 著 大阪屋号書店 1956 (将棋ポケット文庫)
- 将棋新戦法 第2集 加藤治郎 著 日本経済新聞社 1956
- 将棋新戦法 第3集 加藤治郎 著 日本経済新聞社 1959
- 将棋は歩から 上中下 加藤治郎 著 東京書店 1970
- 将棋歩の道場 加藤治郎 著 集文館 1972 (集文館ポケットブックス)
- 将棋戦法二十番 : 付・参考棋譜解説 加藤治郎 著 弘文社 1974
- 棋聖戦名局集 : 盤側観戦記 1 加藤治郎 著 弘文社 1975
- 日本将棋大系 3 五代大橋宗桂・宗銀=印達 / 加藤治郎, 筑摩書房 1979
- 将棋の格言 加藤治郎 著 成美堂出版 1980
- 昭和のコマおと 加藤治郎 著 日本経済新聞社 1980
- 将棋の公式 加藤治郎 著　東京書籍 1981
- 将棋は歩から 加藤治郎 著 東京書店 1982
- 将棋戦法大事典 加藤治郎 [ほか]著 大修館書店 1985
- 昭和のコマおと 加藤治郎 著 旺文社 1985 (旺文社文庫)
- 将棋の格言 加藤治郎 著 成美堂出版 1987
- ［写真でつづる］将棋昭和史 加藤治郎・監修　毎日コミュニケーションズ、1987
- 将棋は歩から 上中下 東京書店 1992
- 「証言」将棋昭和史 加藤治郎, 原田泰夫, 田辺忠幸 著 毎日コミュニケーションズ 1999
- 復刻版 将棋の公式 加藤治郎 著　東京書店 2000